# ラボーム
ラボーム （Labeaume）は、フランス、オーヴェルニュ＝ローヌ＝アルプ地域圏、アルデシュ県のコミューン。

## 地理
グラ・ド・ラ・ボーム高原はボーム川へ向かって下降しており、急な崖の上にしがみつくように住居や教会が並ぶ。狭い場所に吊るされたようにある空中庭園は、この地域で関心を持たれているものの1つである。数多く存在する空洞（beaume）は、時々住居として用いられてきた。

## 歴史
1800年、オリオルはラボームから分離した。1972年に、サントーバン・スー・サンゾンとオリオルは合併し、サントーバン・オリオルとなった。

## 人口統計
| 1962年 | 1968年 | 1975年 | 1982年 | 1990年 | 1999年 | 2006年 | 2011年 |
| ------ | ------ | ------ | ------ | ------ | ------ | ------ | ------ |
| 341    | 346    | 357    | 405    | 455    | 493    | 506    | 610    |

参照元:1999年までEHESS、2004年以降INSEE

## ギャラリー

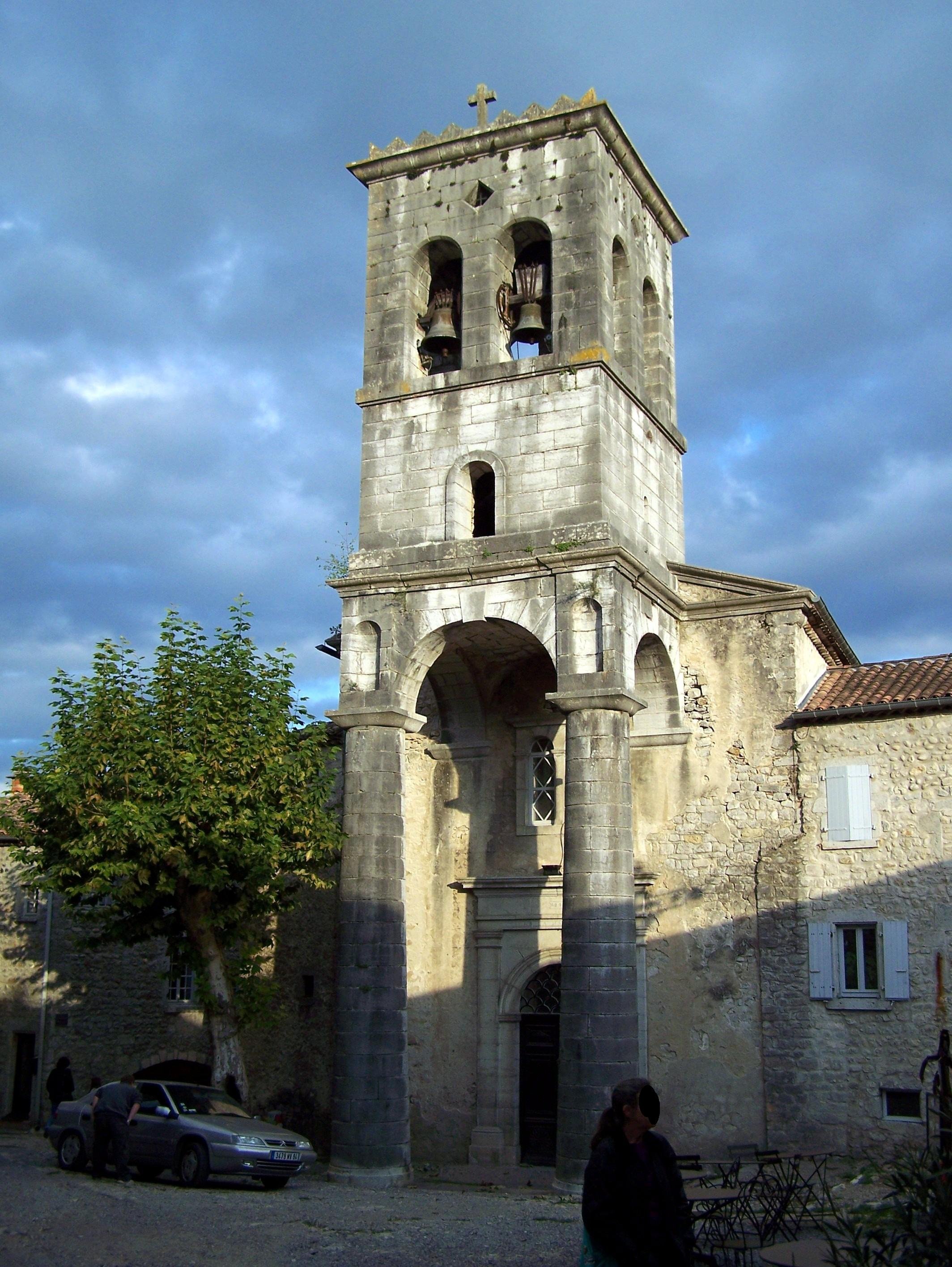
サン・ピエール・オー・リヤン教会
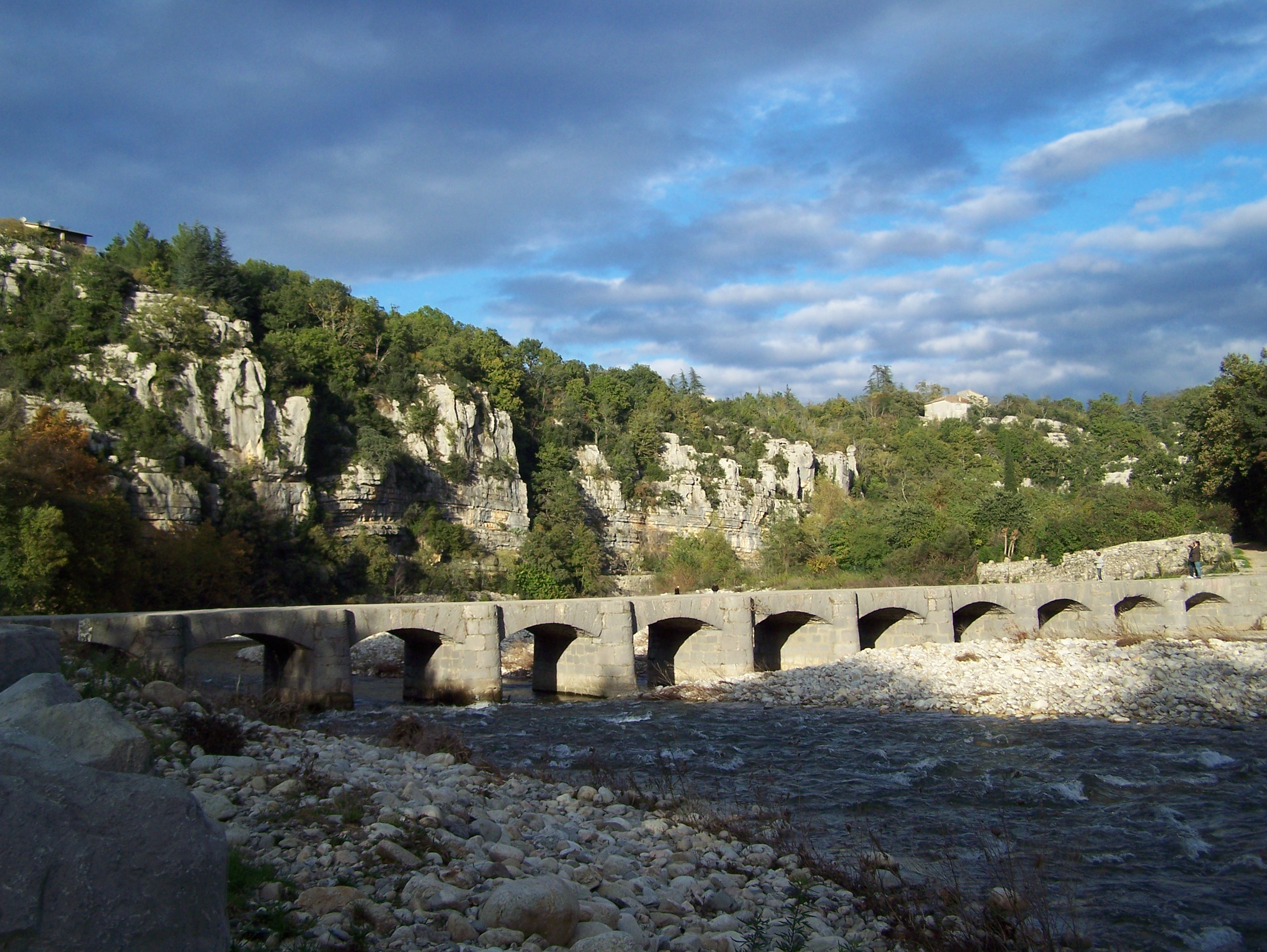
1875年につくられた潜水橋
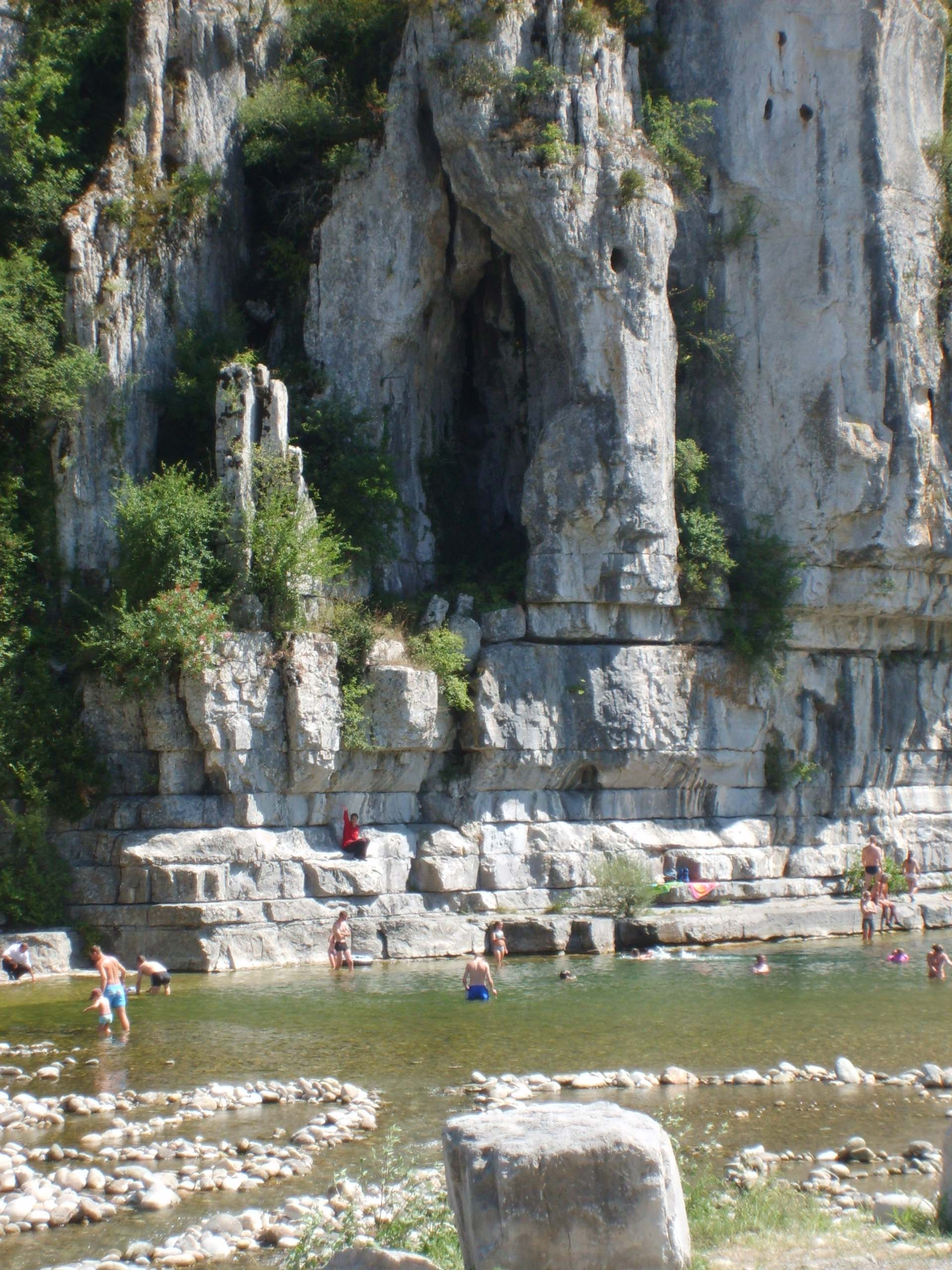
ボーム河岸の崖